# Edco (Fahrradkomponentenhersteller)
edco ist ein Hersteller von hochwertigen Fahrradkomponenten im Wesentlichen aus dem Werkstoff Carbon. Der Sitz des Unternehmens ist Hongkong.

## Edco Swiss
Edco Engineering SA wurde 1988 Nachfolger des Maschinenbauunternehmens Edouard Dubied & Cie S.A. aus Couvet in der Schweiz. Dubied & Cie wurde 1867 gegründet. 1902 fertigte die Firma die ersten Automobil- und Fahrradteile und vertrieb sie unter dem Namen „EDCO“.
Als neuer Hersteller war Edco Ende der 1980er Jahre bis ungefähr Mitte der 1990er Jahre mit eigenen Komponentengruppen für Mountainbikes, Reise-, Triathlon- und Rennräder angetreten. Die meisten Teile waren kompatibel zu Shimano-Komponenten.
Edco hatte wirtschaftliche Probleme und musste schließlich um den Jahrtausendwechsel Insolvenz anmelden. Die Markenrechte wurden vom belgischen Speichenhersteller Sapim übernommen. Sapim wollte sich allerdings auf sein Hauptgeschäft, das Herstellen von Speichen und Nippeln, konzentrieren und verkaufte 2007 die Marke an ein niederländisches Unternehmen, das edco engineering bv gründete.

## edco heute
Die Wurzeln des heutigen Unternehmens edco reichen auf den schweizerischen Fahrradteilehersteller zurück. Die Marke „edco“ bekam 2008 ein neues Unternehmenslogo: Die Schweizer Fahne im Logo verweist auf den Ursprung und unter dem Namen „edco“ prangt der Schriftzug „swiss cycling components“.
Das Unternehmen wurde 2007 gegründet. Der Unternehmenssitz befand sich bis 2017 in ’s-Hertogenbosch in den Niederlanden. Produziert werden die Einzelteile der Naben noch heute in der Schweiz. Edco baut sie in den Niederlanden zusammen.
Seit 2020 ist die Fa HaHa Design Ltd mit Sitz in Hong Kong weltweiter Vertreiber der Marke edco, die Produktpalette umfasst Laufräder aus Carbon sowie Fahrradkomponenten wie die edco Monoblock Kassetten. Das Laufradsortiment wird seither in Deutschland assembliert und weltweit über ein Distributionsnetzwerk (online und stationär) vertrieben, edco Produkte sind auf allen Kontinenten erhältlich.

## Portfolio
Das Portfolio von edco gliedert sich in drei Bereiche: high-performance cycling components (Produkte für den Fahrradmarkt), e/motion (Artikel für den Gesundheitsmarkt) und parts & tubes (Bauteile aus Carbon für unterschiedlichste Anwendungszwecke: Industrie, Automobil usw.).
Der Schwerpunkt liegt im Fahrradbereich. edco bietet:
- Laufräder für die Fahrradsportarten Straße, Bahn, Triathlon und Zeitfahren
- Kassetten für Fahrräder, edco Monoblock für Shimano, SRAM und Campagnolo, für alle Gruppen- und Schaltwerke, von 10- bis 12-fach Übersetzungen
- Zubehör- und Ersatzteile: Bremsbeläge, Laufradtaschen, Reinigungs- und Schmiermittel